# Красноармейское (Калининградская область)
Красноармейское — посёлок в Багратионовском районе Калининградской области. Входит в состав Долгоруковского сельского поселения.

## История
Поселение было основано в 1419 году. В 1946 году Золлау переименован в поселок Красноармейское, Кильгис — в поселок Заречье. В 1993 году поселок Заречье вошел в состав поселка Красноармейского.

## Население
| 2002 | 2010 |
| ---- | ---- |
| 58   | ↘32  |